# Beryl Gilroy
Pour les articles homonymes, voir Gilroy et Gilroy (homonymie).
Beryl Agatha Gilroy, née Answick à Skeldon (Berbice, en Guyane britannique) le 30 août 1924 et morte au Royaume-Uni le 4 avril 2001, est une romancière et professeur britannique.

## Biographie
Née dans ce qui était alors la Guyane britannique, Beryl Gilroy est sélectionnée en 1951 pour poursuivre ses études au Royaume-Uni.
Diplômée de l'université de Londres en 1953, elle exerce divers petits métiers avant d'être embauchée comme professeur par la Inner London Education Authority (en). Après quelques années d'enseignement, elle démissionne de son poste pour s'occuper de ses enfants. Elle revient à l'enseignement en 1968. Nommée directrice de la Beckford School, un établissement londonien de West Hampstead, elle devient ainsi la première personne de couleur à accéder à la fonction de chef d'établissement scolaire à Londres. Elle raconte cette expérience dans le roman autobiographique Black Teacher (1976).
Elle a également été professeur et chercheuse à l'Institut de l'éducation de l'université de Londres, où elle est pionnière en psychothérapie auprès des enfants et des femmes de couleur.
En 1987, elle obtient un doctorat en psychologie clinique.
Elle est la mère de Paul Gilroy.

## Œuvres
- Green and Gold Readers for Guyana (1967-1971)
- Black Teacher (1976)
- Frangipani House (1986)
- Boy Sandwich (1989)
- Stedman and Joanna: A Love in Bondage (1991)
- Echoes and Voices (1991), recueil de poésie
- Sunlight and Sweet Water (1994)
- Gather the Faces (1994)
- In Praise of Love and Children (1994)
- Inkle and Yarico (1994)
- Leaves in the Wind: Collected Writings (1998)
- The Green Grass Tango (2001)

## Récompenses et distinctions
- 1990 : Médaille du Greater London Council